# Onthophagus rosettae
Onthophagus rosettae là một loài bọ cánh cứng trong họ Bọ hung (Scarabaeidae).